# Walenty Obraniak
Walenty Obraniak (ur. 31 października 1902 w Częstochowie, zm. 26 sierpnia 1943 w Koniecznie) – działacz KPP, od początku 1943 członek Częstochowsko-Piotrkowskiego Komitetu Okręgowego PPR, działacz polskiego podziemia, wraz z Zygmuntem Domagalskim zginął rozstrzelany przez hitlerowców po starciu oddziału partyzanckiego z Niemcami.
W okresie PRL, w okresie od 1952 do 1989 roku, był patronem obecnej ul. Limanowskiego w Częstochowie, głównej osi komunikacyjnej dzielnicy Raków. W 1948 pośmiertnie odznaczony Orderem Krzyża Grunwaldu III klasy.